# 白眉派
白眉派，南拳門派，東江系。始創人張禮泉。
白眉拳屬於南拳的一個流派，起源於明朝末年，據傳是四川峨嵋山白眉上人所傳，現在四川，廣東，香港，澳門等地較流行。其特點是剛強兇猛，連貫性強，路線寬廣。其拳法有衝拳，鞭拳，雙撞拳及千字箭拳。橋法有碎橋，鑽橋，剎橋與封橋等。

## 張禮泉
張禮泉（1882-1964），廣東惠陽（東江）人，從小習武，曾拜當地的三位名師學武，初從林石習流民拳（套拳之十字拳），其後轉隨李義思習李家拳套路拳械。十二歲時拜林耀桂父親林源為師習「龍形摩橋」。十九歲去廣州謀生，後返回鄉間。民國時，先後在新會江門設館，後在廣州安懷里設館授徒，之後曾先後受聘為廣州警察教練所燕堂軍校、黃埔軍校為武術教官。抗日期間，曾擔任東江遊擊支隊的教練，和平後回到廣州任國民政府武術教官．廣州解放，移居香港，於是白眉派正式進入香港。

## 傳說歷史
據說白眉拳術可以追溯到清朝乾隆年間，祖師白眉上人將自身於少林寺所學之武術，在四川峨嵋山上瀝心修練，而自創白眉拳術。白眉上人和師兄弟，五枚、馮道德、至善、苗顯合共五人，出身少林寺(清末民初小說內容)。當今許多南拳門派，皆稱娩育於其門下。
白眉上人在峨嵋山將武功傳受廣慧禪師，而後三祖竺拂雲禪師皆是出家人。出家眾因潛修佛法很少走出寺院，故白眉拳術無機緣傳出寺院之外。直到第四代祖師張禮泉宗師創立白眉派後白眉拳術才開始普傳。
白眉派相傳創自四川峨嵋山白眉道長，傳至張禮泉。張禮泉深得竺拂雲襌師真傳，曾挫多派拳師，功夫造詣已至化境，更被人譽為「東江之虎」。

## 可信歷史
張禮泉先後而跟隨了三個師父。將平生所學融會貫通，選其所傳之最好武術，保留原有之招式，但適當改良了身、手、腰、馬及發勁的方法。故此白眉一派之拳術，有白眉拳中的「直步標指拳」、「九步推」、「十八摩橋」、及「猛虎出林」，亦有其他所學。如李義所傳之「李家八卦拳」，石師所傳的「十字鷹爪扣打拳」、「地煞」及羅浮山林合所傳五形拳之「鷹爪黏橋」及「龍形摩橋」。
清末政府腐敗，各地革命黨人起義推翻滿清。張禮泉宗師亦加入革命行列。革命成功後民國期間，在廣東設館授徒，被譽為東江猛虎。當時武術界流傳著『南有張禮泉、北有孫玉峰』。抗日期間，曾擔任東江遊擊支隊的教練，後回到廣州任國民政府武術教官，在中國內主要教授白眉拳以外的拳法。因內戰爆發，宗師便遷居香港。並於香港正式立派，白眉拳及宗師較早所學到的拳法普傳於香港、澳門。因門下傳人移居海外，故白眉拳術現今亦傳到歐美各國。

## 內容
東江拳路包括 直步拳、三門八卦拳、十字扣打、四門八卦、鷹爪黏橋、九步推、十八摩橋、猛虎出林。
白眉派乃是南方之短打內家拳種，有拳詩曰「內家拳白眉，練就寸寸肌，雙眼炯炯明，身輕燕子飛」。白眉派拳術包涵「三形、四標、六勁、八式。」等要訣，三形 為身形角度，即：圓、扁、薄；四標為內勁，即：吞、吐、浮、沉；六勁為發勁身體配合，即：牙、頸、腰、背、手、腳；八式為拳術之手法，即：鞭、割、挽、 撞、彈、索、盤、衝。
白眉派拳術以步法和發關節勁為主，以修煉直勁、沉索勁、升勁為重心所在，其中又以驚彈與驚扎最為高深。還有腰勁，先是左右轉腰勁，後是右吐腰發勁。馬步採用不丁不八， 訣曰「馬不丁不八、你不來我不發」，發拳由肘部彈出，拳到位時才握緊，屬爆發勁，每拳六勁齊發，勁力源源不絕，發拳時咬牙和收緊脛肌，防頭部因發勁受傷， 練白眉拳尚要腰背吻合，身似輪行，立如山獄，步似流水，頂平順項，溜臀收肛，不用蠻力，故有拳詩曰「似剛實柔，似柔實剛，剛柔並濟，連綿不斷」。

## 人物傳承
由於人物眾多，未能盡錄，詳情可參照「全球白眉武術總會」的世系表。

-〔一傳〕傳說乃祖師少林五老之白眉道人。

-〔二傳〕廣慧禪師。

-〔三傳〕竺法雲禪師。

-〔四傳〕張禮泉宗師，白眉拳派的始創人。

-〔五傳〕人物眾多 

-〔六傳〕人物眾多 

1. （中文）《少林白眉拳術》，作者：李毅成，1984年5月出版。
2. （中文）李毅成愛武術更愛老妻 白眉派傳人，新西蘭中華武術協會會長李毅成於人民網的相關新聞。
3. （中文）全球白眉武術總會官方網站 （页面存档备份，存于）
4. （中文）白眉資料 （页面存档备份，存于）
5. （中文）白眉功夫視頻
6. （中文）昭龍武術會 ‧ 白眉派（郭系） （页面存档备份，存于）